# Pulyny (huyện)
Huyện Pulyny (tiếng Ukraina: Пулинський район, chuyển tự: Pulyns'kyi raion) là một huyện của tỉnh Zhytomyr thuộc Ukraina. Huyện Pulyny có diện tích 853 km², dân số theo điều tra dân số ngày 5 tháng 12 năm 2001 là 25921 người với mật độ 30 người/km2. Trung tâm huyện nằm ở Pulyny.